# Åbenråvej
 Åbenråvej   er en 3 km 2 sporet motortrafikvej der går fra Sønderjyske  Motorvej til Kiskelund.
Vejen starter i Sønderjyske  Motorvej, og føres derefter mod øst. Den følger vejen Arrehøj og passere syd om Bommerlund Plantage og føres over Kiskelundmarkvej. Vejen følger Kiskelundmarkvej et stykke og drejer derefter mod syd , hvor den føres vest om landsbyen Kiskelund og forbi et erhvervsområde. Motortrafikvejen ender i ved Kiskelund, og forsætter som almindelig landevej sekundærrute 170 til Kruså.
| Trafik | Spire Denne trafikartikel er en spire som bør udbygges. Du er velkommen til at hjælpe Wikipedia ved at udvide den. |

|  | Denne artikel om en bygning eller et bygningsværk kan blive bedre, hvis der indsættes et (bedre) billede. Du kan hjælpe ved at afsøge Wikimedia Commons for et passende billede eller lægge et op på Wikimedia Commons med en af de tilladte licenser og indsætte det i artiklen. |

54°52′04″N 9°23′57″Ø / 54.8679°N 9.3992°Ø